# 象牙質知覚過敏症
象牙質知覚過敏症（ぞうげしつちかくかびんしょう、Hypersensitive Dentin (Hys) ）とは、生活歯において象牙質の露出をきたし、様々な刺激による知覚亢進を主症状とする硬組織疾患のこと。単に「知覚過敏」と呼ばれることも多い。

## 原因
象牙質知覚過敏症の原因は、まだ不明な点も多いが、主として象牙細管の開口によって、細管内の組織液が動き神経を刺激することという動水力学説が広く受け入れられている。細管内の組織液の移動は、エナメル質の欠損、歯頸部歯肉の退縮などによる根面露出を引き起こす様々な事象に由来する。
エナメル質欠損の要因としては、咬耗症によるエナメル質の物理的磨耗、摩耗症、破折、酸蝕症などによる化学的磨耗、さらには歯科治療による齲蝕歯質の除去や窩洞形成がある。根面露出の要因としては、辺縁性歯周炎の進行や歯みがきの不正、歯肉の加齢変化が挙げられる。
これら直接的要因に加えて、過労や妊娠、精神的素因によってもたらされる歯髄の知覚亢進のような間接的要因もある。

## 症状
一般には、冷温刺激による一過性の疼痛をあらわし、咬合時の疼痛を示さず原因となる部位への接触痛は強い。
刺激による疼痛の程度により軽度（軽い痛みを自覚）、中等度（耐えられる痛み）、強度（耐えられない痛み）の三段階に分類する場合もある。
咬合時に痛みを生じたり、耐えられない痛みが持続して自発痛となっている場合は歯髄炎である場合が多く、たとえ治療中であっても経時的に知覚過敏症から歯髄炎へと移行する場合も一定の割合で存在するようである。

## 診療科
- 歯科
  - 特に専門としている分野は、保存修復学を専攻している歯科医師（歯科保存専門医）。

## 治療法
動水力学説に基づき、象牙質表面を被覆する方法や、象牙細管を閉塞させることにより、刺激を遮断することが処置の基本方針となる。
- 薬物の塗布（塩化亜鉛や硝酸銀、アンモニア銀、フッ化ジアミン銀、フッ化ナトリウム、タンニン・フッ化物、塩化ストロンチウム、パラホルムアルデヒド等）[3][4]
- イオン導入法（亜鉛イオンやフッ素イオン）[3][4]）
- 象牙質の被覆（グラスアイオノマーセメントやレジン、高分子被膜、バーニッシュなどにより、露出象牙質を被覆する[3]）
- レーザーによる神経の鈍麻や、象牙質の溶解、組織液の凝固など[3][4][5]。
- 抜髄処置（他の手段で症状が消失しない場合）[3]

### 研究中
新たな治療法として研究・開発が勧められている物もある。
- 酸性のリン酸カルシウム溶液と、後処理液として炭酸水素ナトリウム溶液とフッ素を用いる方法[1]
- フッ化ジアミンシリケートを用いる方法[1][6]